# Lakhtar
Lakhtar (Than-Lakhtar) fou un estat tributari protegit de l'agència de Kathiawar, presidència de Bombai. La seva superfície era de 642 km². La població el 1881 era de 23.155 en 41 pobles, i el 1901 de 15.114 habitants, repartida en 51 pobles. La població el 1931 era de 23.754. Els ingressos el 1903-1904 foren de 70.250 rúpies. Estava format per dues partes separades, Than i Lakhtar, i a més per algunes poblacions menors al districte d'Ahmedabad. Era estat de tercera classe. Paga tribut al govern britànic i al nawab de Junagarh. A la part final del segle XIX tenia un exèrcit de 400 homes.
La taluka de Lakhtar fou concedida el 1604 a Abhai Singhji (fill de Raj Sahib Chandrasinghji d'Halavad) pel sobirà de Dhrangadhra. El mateix Abhai Singhji va conquerir Than al bàbries el 1604-1615. El seu títol és de thakur i són rajputs jhales. Va fer un tractat amb els britànics el 1807.
La capital és Lakhtar a uns 21 km al nord-est de Wadhwan, i 35 km al nord de Limbdi, a 22° 51′ N, 71° 50′ E / 22.850°N,71.833°E amb una població el 1881 de 4.132 habitants.

## Llista de thakurs[1]
- Thakur Abhaisinhji Chandrasinhji 1604-?
- Thakur Vajirajji I Abhaisinhji vers 1650
- Thakur Sahib Sheshmalji Vajerajji ?-1696
- Thakur Sahib Gopalsinhji Sheshmalji 1696 - 1714
- Thakur Sahib Karansinhji I Gopalsinhji 1714 - 1741
- Thakur Sahib Abherajji Karansinhji 1741 - 1769
- Thakur Sahib Raydhanji Abherajji 1769 - 1798
- Thakur Sahib Sangramji Raydhanji 1798
- Thakur Sahib Chandrasinhji Raydhanji (germà) 1798 - 1803
- Thakur Sahib Prithirajji Chandrasinhji 1803 - 1835
- Thakur Sahib Vajirajji II Prithirajji 1835 - 1846
- Thakur Sahib Karansinhji II Vajirajji 1846 - 1924 (nascut 1846, + 1924)
- Thakur Sahib Balvirsinhji Karansinhji 1924-1940
- Thakur Sahib Shri Indrasinhji Balvirsinhji 1940-1948

Nota: 
1. ↑  Successió de pare a fill si no s'indica altra cosa